# David Bogie
Pour les articles homonymes, voir Bogie (homonymie).
David Bogie, né le 31 juillet 1987 à Dumfries, est un pilote automobile écossais de rallyes.

## Biographie
Il commence la compétition automobile en 2004, sur Vauxhall Nova, remportant sa première épreuve spéciale en 2007 sur Toyota Corolla.
Lors de l'acquisition de sa première couronne écossaise en 2009, il n'est âgé que de 22 ans, devenant le plus jeune vainqueur du championnat depuis Colin McRae en 1988.
En 2010, il remporte 6 des 8 manches proposées dans le championnat, et rentre dans les points au rallye de Chypre (manche IRC).
En août 2011, il est déjà champion alors qu'il a gagné 4 des 6 manches disputées à ce stade de la compétition, à 2 manches de la fin. Cette même année, il remporte simultanément les championnats d'Écosse et d'Angleterre, et devient le premier écossais à accomplir cet exploit.
En 2013, il abandonne sa Mitsubishi Lancer habituelle pour participer régulièrement au SRC sur Ford Focus WRC 02 (un ancien véhicule de Colin McRae); à partir de la saison suivante il participe également au BTRDA Forest Rally.

## Palmarès (au 31/12/2014)

### Titres
- Quintuple Champion d'Écosse des rallyes consécutivement (SRC - record, devant Drew Gallacher avec quatre couronnes) : 2009 (copilote Kevin Rae, sur Mitsubishi Lancer Evo IX, et parfois Toyota Corolla WRC), 2010 (copilote Kevin Rae, sur Mitsubishi Lancer Evo IX, et parfois Ford Focus RS WRC), 2011 (copilote Kevin Rae, sur Mitsubishi Lancer Evo IX, et parfois Austin Metro 6R4), 2012 (copilote Kevin Rae, sur Mitsubishi Lancer Evo IX, et parfois Austin Metro 6R4) et 2013 (copilote Kevin Rae, sur Ford Focus WRC) ;
- Champion d'Angleterre des rallyes (BRC) : 2011, copilote Kevin Rae, sur Mitsubishi Lancer Evo IX R4 ;
  - Vice-champion d'Écosse des rallyes : 2014 ;
  - 3e du championnat d'Écosse des rallyes : 2007 et 2008.

### 16 victoires SRC
- Rallye Granite City : 2010, 2012, et 2013 ;
- Rally d'Écosse : 2010 et 2012 ;
- Rallye Snowman : 2011 et 2012 ;
- Rallye Border Counties : 2011, 2012 et 2014 ;
- Rallye Speyside Stages : 2011, 2013 et 2014 ;
- Rallye Merrick : 2012 ;
- Rallye Jim Clark Reivers : 2013 ;
- Rallye d'Écosse Bational B : 2014 ;

### 3 victoires BRC
- Rallye Sunseeker : 2011 ;
- Rallye Pirelli : 2011 ;
- Rallye Jim Clark Memorial : 2011 ;

### Victoires diverses
- Rallye Galloway Hills : 2007 ;
- Rallye Malcolm Wilson : 2008 (BTRDA Forest Rally) ;
- Rallye Colin McRae Forest Stages.

## Récompense
- Jim Clark award: 2012.